# Golf van Sant'Eufemia
De Golf van Sant'Eufemia of Golf van Santa Eufemia (Italiaans: Golfo di Sant'Eufemia of Golfo di Santa Eufemia, Latijn: Lametikos Kolpos of Vibonensis Sinus), soms ook Golf van  Lamezia Terme, is een baai aan de westkust van Calabrië in het zuiden van Italië. De baai is onderdeel van de Tyrreense Zee en grenst aan de provincies Cosenza, Catanzaro en Vibo Valentia.

## Geografie
De baai strekt zich uit van Campora San Giovanni in het noorden tot Capo Vaticano in het zuiden. De baai is 30 km lang en 12 km breed. De rivieren Savuto, Amato, en Angitola stromen uit in de golf. 
Een aantal belangrijke plaatsen aan de baai zijn Lamezia Terme, Vibo Valentia en Tropea. Het land langs de golf is bergachtig in het noorden en zuiden met een vlakte in het midden. Rondom de baai liggen een aantal brakwatermeren, die bekend staan als de Laghi La Vota. De golf is vrij rijk aan vis en werd vroeger gebruikt voor de tonijnvangst, die tegenwoordig voornamelijk wordt gekweekt. Tussen de Golf van Sant'Eufemia en de Golf van Squillace ligt een relatief smalle landengte. 

## Geschiedenis
In de oudheid werd de Golf van Sant'Eufemia Hipponiates en Vibonesis genoemd, naar de stad Hipponion, die door de Romeinen Vibo Valentia werd genoemd, en Taerineus, naar de Griekse stad Terina, die in de Romeinse tijd verwoest is. Een andere naam die verbonden is met de aanwezigheid van de stroom Amato is Napetinos/Lametinos, afgeleid van de oude namen van de waterweg. De ligging in de Middellandse Zee, samen met het feit dat het samen met de Golf van Squillace de smalste landengte van Europa vormt, heeft het zo'n belangrijke rol in de geschiedenis gegeven dat het door Homerus werd beschreven (het land van de Faiaken in de Odyssee), in feite staat een stuk kust dat uitkijkt op de golf bekend als de Costa dei Feaci (Kust van de Faiaken), en het was ook het onderwerp van de landing van de Britten in 1806 om het op te nemen tegen de Fransen in de Slag bij Maida.

## Plaatsen aan de baai
Catanzaro
- Curinga
- Falerna
- Gizzeria
- Lamezia Terme
- Nocera Terinese

 Cosenza
- Amantea

 Vibo Valentia
- Briatico
- Parghelia
- Pizzo
- Ricadi
- Tropea
- Vibo Valentia
- Zambrone

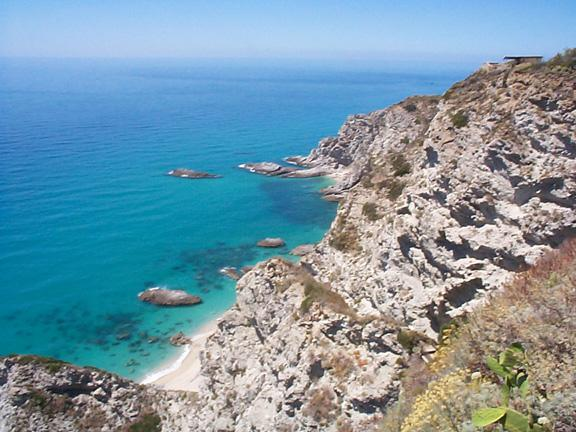
Capo Vaticano
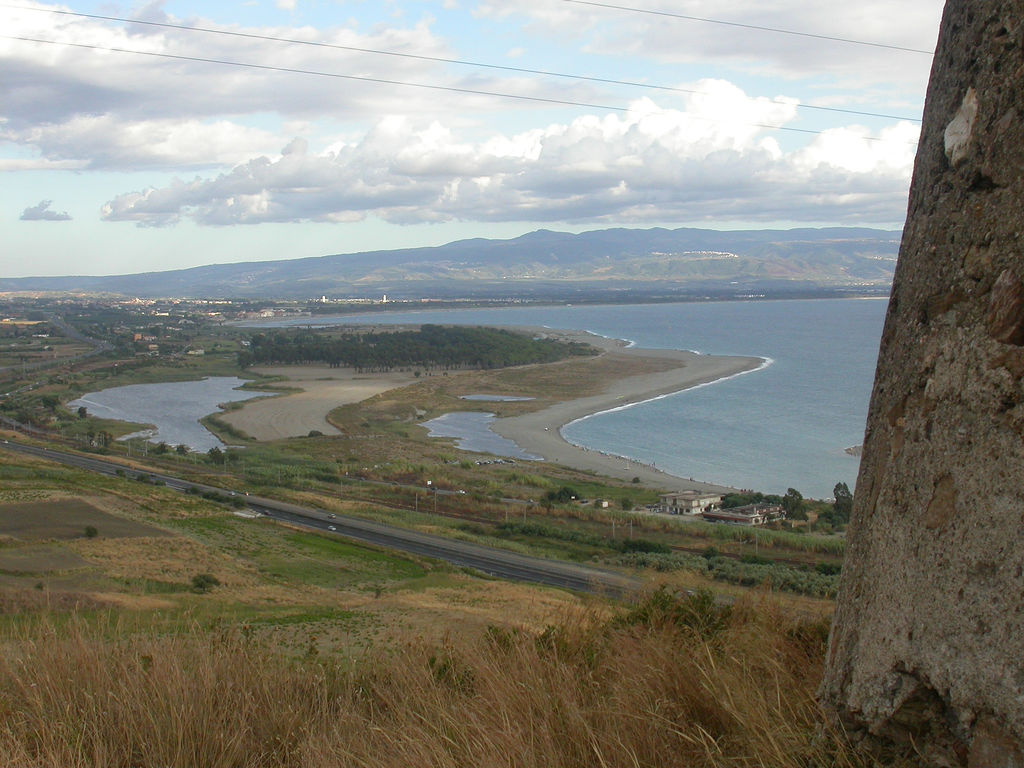
Het gebied Maricello, vanaf Capo Vaticano, met op de achtergrond de golf.
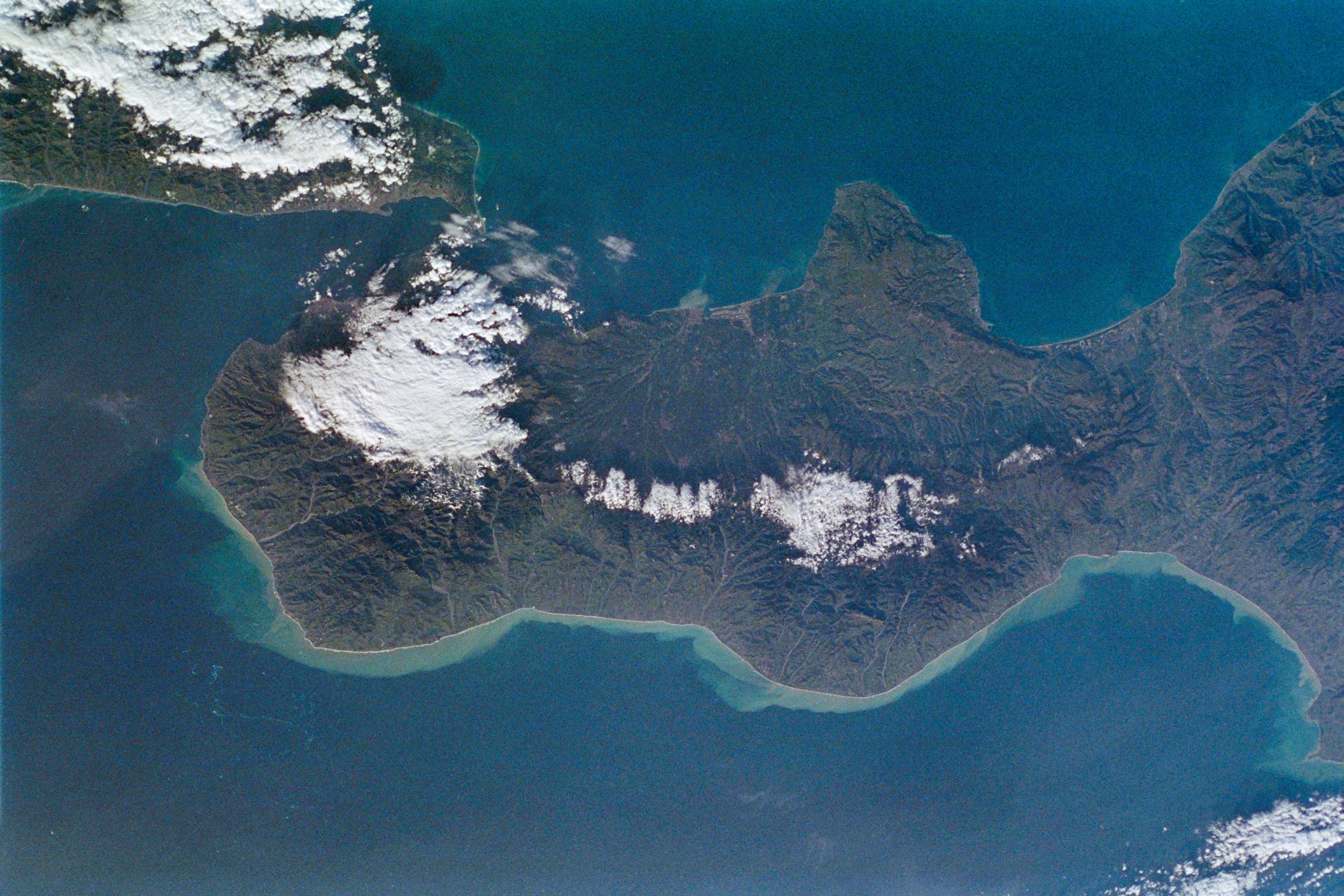
Satellietfoto van Calabrië met de Golf van Sant'Eufemia rechtsboven
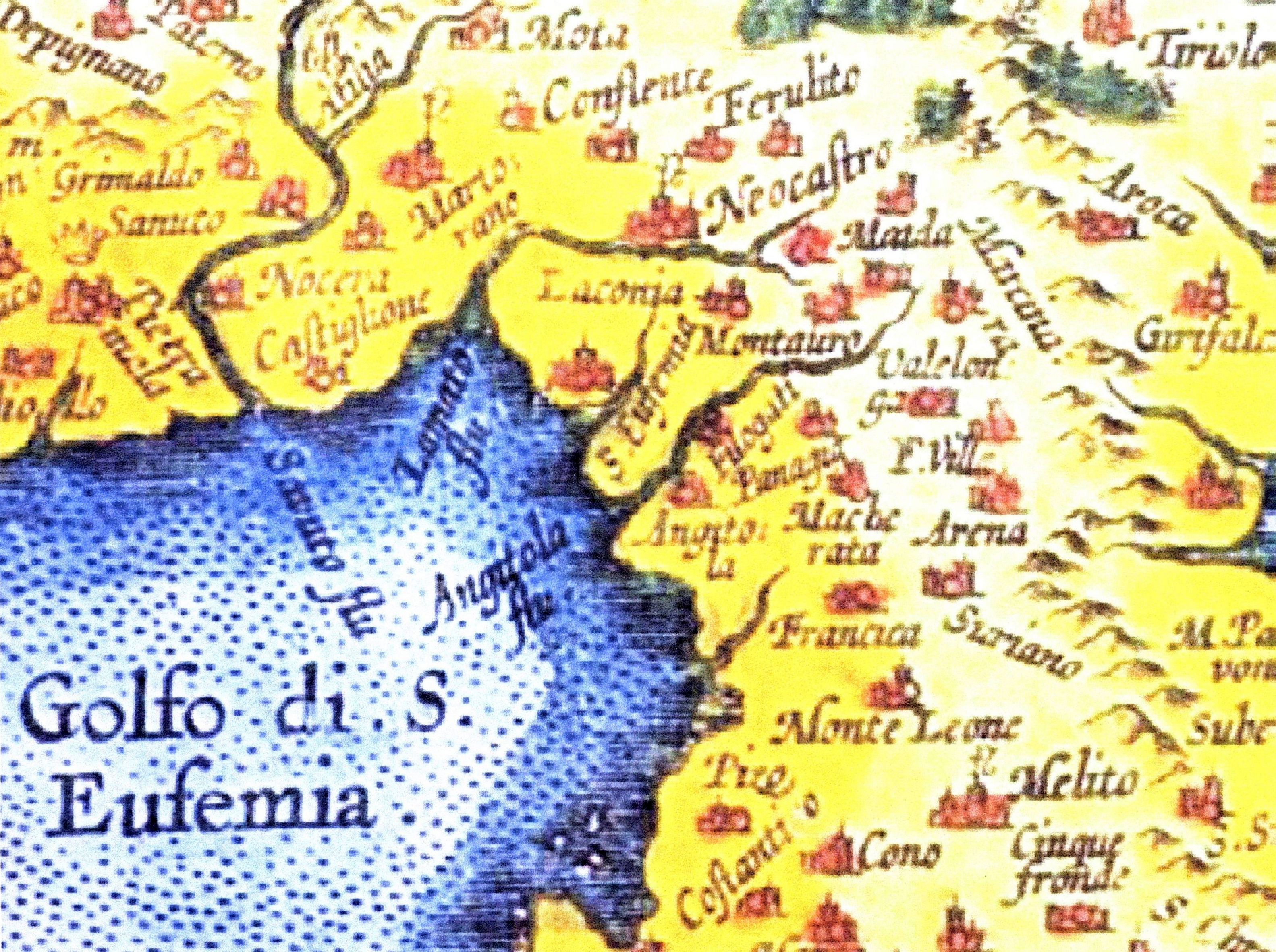
De Golf van Sant'Eufemia op een kaart uit 1589